# Bashkia e Leskovikut
Bashkia e Leskovikut är en kommun i Albanien.   Den ligger i prefekturen Qarku i Korçës, i den sydöstra delen av landet, 150 kilometer söder om huvudstaden Tirana.
I omgivningarna runt Bashkia e Leskovikut växer i huvudsak blandskog.  Runt Bashkia e Leskovikut är det glesbefolkat, med 9 invånare per kvadratkilometer.